# Ardisia petenensis
Ardisia petenensis är en viveväxtart som beskrevs av C.L. Lundell. Ardisia petenensis ingår i släktet Ardisia och familjen viveväxter. Inga underarter finns listade i Catalogue of Life.